# ジョシュア・マーストン
ジョシュア・マーストン（Joshua Marston、1968年8月13日 - ）は、アメリカ合衆国の映画監督、脚本家。

## 略歴
ビバリーヒルズ高校卒業。パリで『ライフ』誌の、続けてABCニュースでフォト・ジャーナリストとして働いた後、アメリカに戻り、シカゴ大学やニューヨーク大学で学ぶ。
コロンビアを舞台にした初監督映画『そして、ひと粒のひかり』でベルリン国際映画祭アルフレード・バウアー賞、インディペンデント・スピリット賞の新人脚本賞、サンダンス映画祭の観客賞などを受賞した。

## 主な作品

### 映画
- そして、ひと粒のひかり Maria Full of Grace (2004) 監督・脚本
- ニューヨーク、アイラブユー New York, I Love You (2009) 監督・脚本
- コンプリート・アンノウン 〜私の知らない彼女〜 Complete Unknown (2016) 監督・脚本
- 神の日曜日 Come Sunday (2018) 監督・脚本

### テレビシリーズ
- シックス・フィート・アンダー Six Feet Under (2005) 第5シーズン第7話「孤立」、監督
- ロー&オーダー Law & Order (2009) 第19シーズン第12話「Illegitimate」、監督
- グッド・ワイフ The Good Wife (2011) 第3シーズン第8話「死刑囚の助言」、監督
- ニュースルーム The Newsroom (2012) 第1シーズン第7話「5/1」、監督

## 参照
1. ↑  Hundley, Jessica (July 15, 2004). 
DVD RE-RUN INTERVIEW: Fly-on-the-Wall Fiction: Joshua Marston on "Maria Full of Grace." Archived 2006年10月29日, at the Wayback Machine. indieWIRE
2. ↑  Gallagher, Steve (Summer 2002). 25 new faces of independent film 2002. Filmmaker Magazine